# Birkinväskan

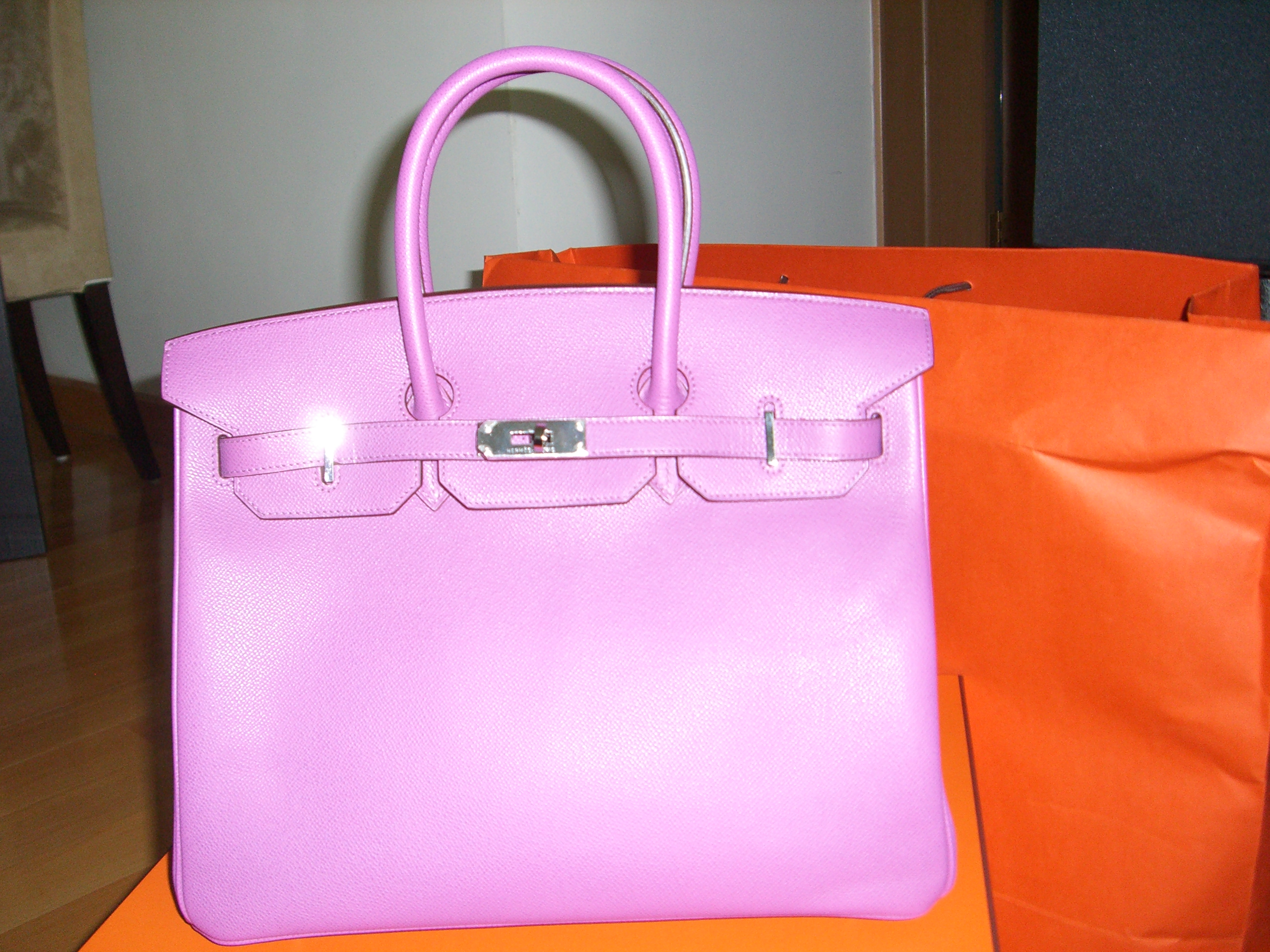
Äkta Birkinväska.

Birkinväskan är en känd väska från franska Hermès namngiven efter den brittiska skådespelerskan Jane Birkin.
Enligt filmregissören Andrew Litvack hamnade Birkin av en händelse bredvid vd:n för modehuset Hermès på ett flygplan, och råkade då tappa ut innehållet ur sin väska på golvet. Vd:n och Birkin började prata och det slutade med att hon fick skissa sin drömväska på ett papper. Tre år senare, 1984, lanserades Birkinväskan. 
Idag är det vanligt att väskan kopieras och det är ofta mycket svårt att skilja en kopia från den äkta varan. Den äkta väskan har dock ett serienummer ingraverat på låset.
Priset på en Birkinväska är minst 7 500 dollar, men kan kosta betydligt mer, beroende på material och läder, och det är ofta några års väntetid för att få köpa. Väntelistan är numera stängd och du ska bygga en relation med en säljare, samt handla för flera tusentals kronor för att få tag på en väska. I New York såldes en väska på en auktion för 64 800 dollar år 2004. Den var i svart krokodilskinn med specialdesignat lås med diamanter infattade i vitt guld. Ett nytt rekordpris, 379 261 dollar, sattes 2017 på en auktion i Hongkong.
Den allra första Birkin-väskan såldes i juli 2025 för motsvarande 78 miljoner kronor på en auktion i Paris.